# Liolaemus pantherinus
Liolaemus pantherinus är en ödleart som beskrevs av  Pellegrin 1909. Liolaemus pantherinus ingår i släktet Liolaemus och familjen Tropiduridae. Inga underarter finns listade i Catalogue of Life.